# Pontes e Lacerda
Pontes e Lacerda là một đô thị thuộc bang Mato Grosso, Brasil. Đô thị này có diện tích 8423,347 km², dân số năm 2007 là 38095 người, mật độ 4,52 người/km².